# Anthaxia karsanthiana
Anthaxia karsanthiana es una especie de escarabajo del género Anthaxia, familia Buprestidae. Fue descrita científicamente por Pic en 1917.